# Sam Riley

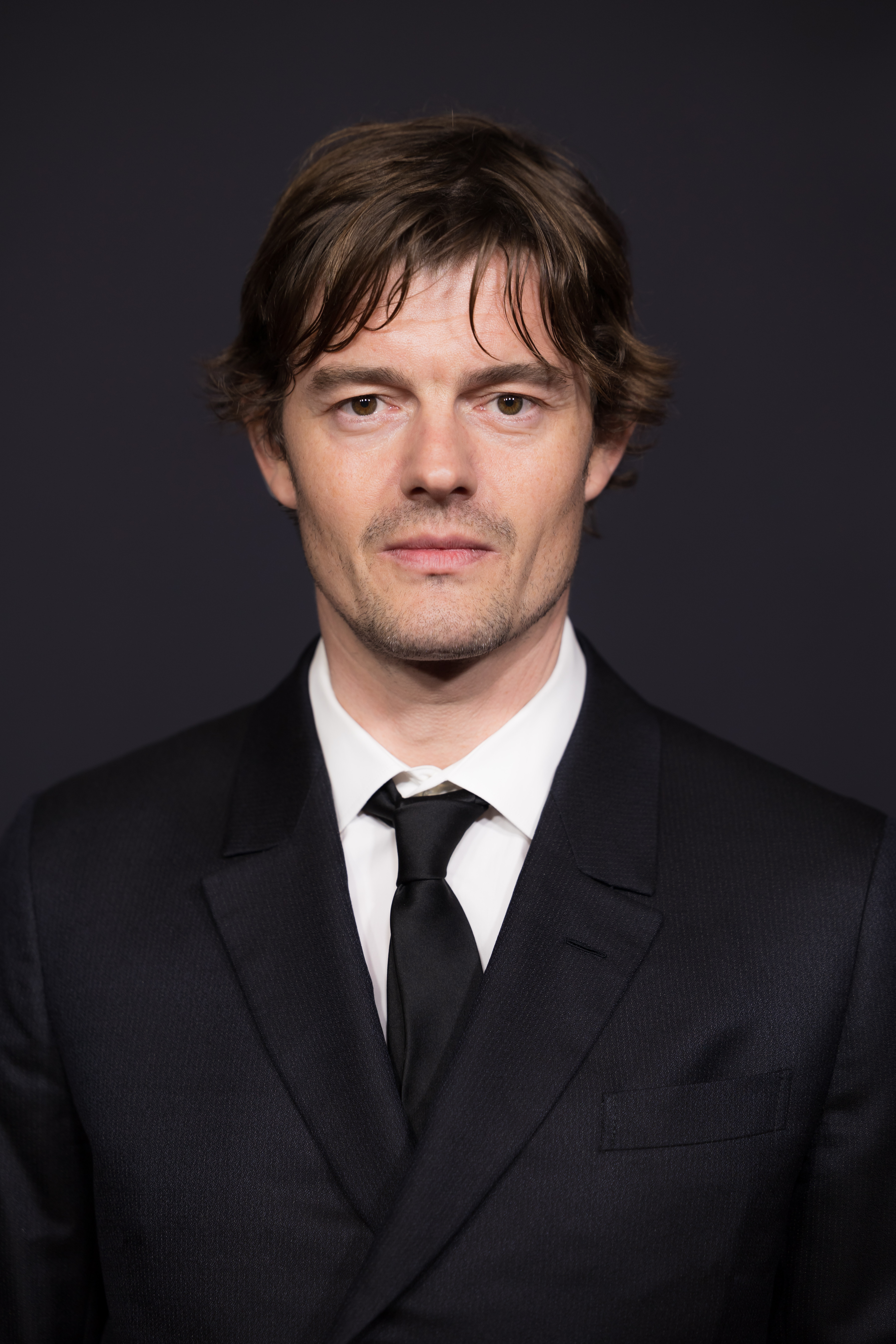
Sam Riley (2024)

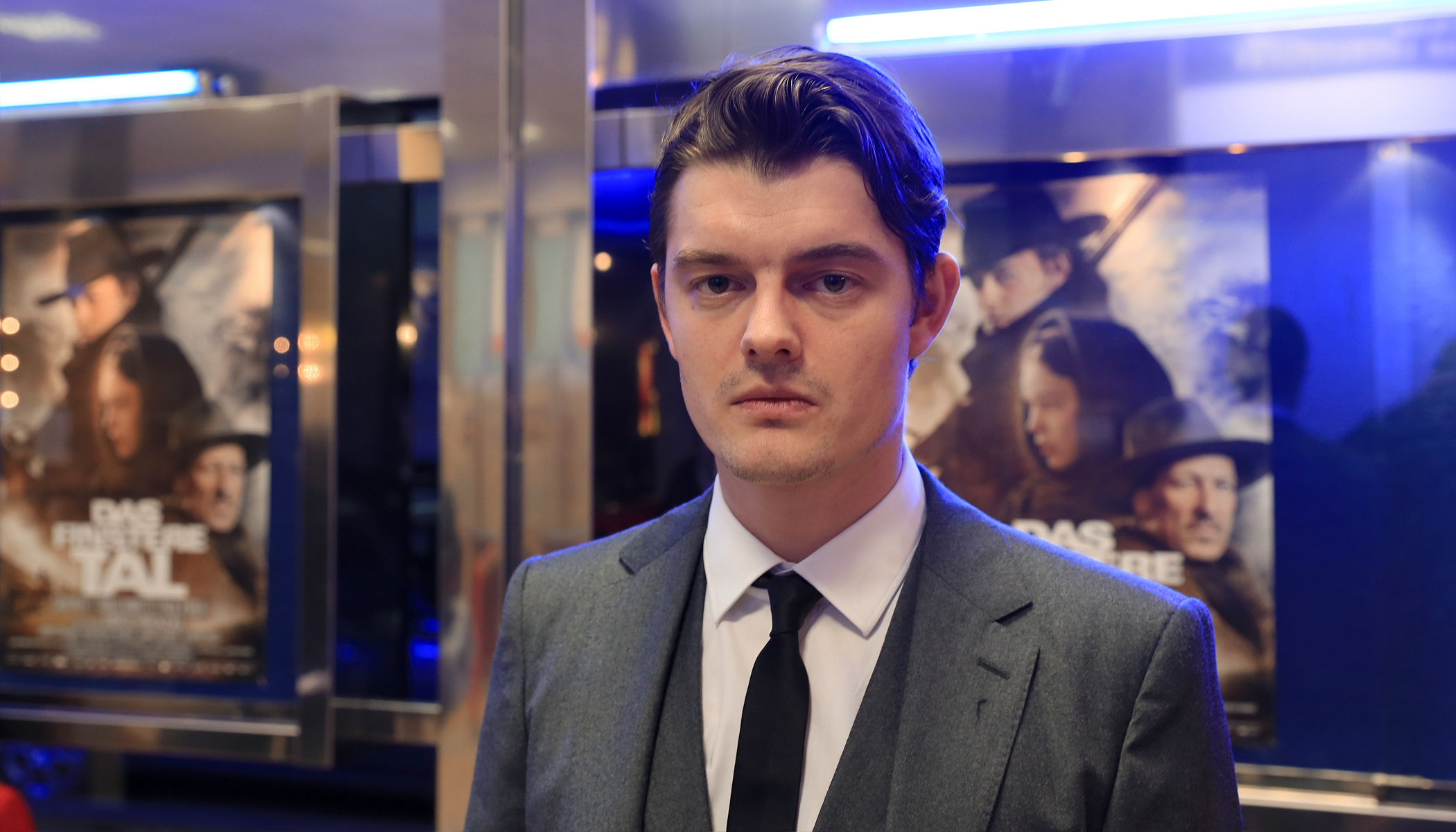
Sam Riley bei der Österreichpremiere von Das finstere Tal (2014)

Samuel Peter W. „Sam“ Riley (* 8. Januar 1980 in Leeds, England) ist ein britischer Schauspieler.

## Leben und Karriere
Sam Riley wurde 1980 als Sohn eines Handelsvertreters für Textilwaren und einer Kindergärtnerin in Leeds geboren. Er besuchte das Privatinternat in Uppingham und war Frontmann der Leedser Rockband 10,000 Things und der Band Horned Owls, mit denen er durch England tourte. Einen Sommer verbrachte Riley zwei Wochen mit dem National Youth Theatre, woraufhin er sich einer Schauspielkarriere zuwandte. Nachdem er von der London Academy of Music and Dramatic Art sowie der Royal Academy of Dramatic Art als zu jung und unerfahren abgewiesen worden und seine Musikband zerbrochen war, arbeitete Riley in Pubs und Warenhäusern.
Der Durchbruch als Schauspieler kam für Riley mit der Hauptrolle als Ian Curtis, dem Frontmann der Band Joy Division in Control. Seine Leistung in dem Film, in dem er die Gesangsparts selbst vortrug, wurde mit mehreren Auszeichnungen bedacht, darunter dem Nachwuchsdarstellerpreis bei den British Independent Film Awards, beim Edinburgh International Film Festival und den London Critics’ Circle Film Awards. Auch in dem zuvor erschienenen Film 24 Hour Party People über die Band Joy Division spielte er in der Rolle des Mark E. Smith mit. Viele seiner Szenen wurden jedoch nicht in die finale Kinofassung aufgenommen. 2008 spielte Riley in dem Fantasyfilm Franklyn – Die Wahrheit trägt viele Masken eine der Hauptrollen. 2010 verkörperte er in der Verfilmung des Graham-Greene-Romans Brighton Rock die Hauptrolle des Pinkie (Regie Rowan Joffé). 2012 stand er in Neil Jordans Thriller Byzantium an der Seite von Gemma Arterton und Saoirse Ronan vor der Kamera. Im selben Jahr spielte er in On the Road – Unterwegs den jungen Autor Sal Paradise, der zusammen mit seinem Freund einen Roadtrip durch Amerika macht. Nebendarsteller waren unter anderem Garrett Hedlund und Kirsten Dunst. 2014 spielte er in der österreichischen Produktion Das finstere Tal die Hauptrolle des Greider.
Riley ist seit August 2009 mit der deutsch-rumänischen Schauspielerin Alexandra Maria Lara verheiratet, die er beim Dreh von Control kennenlernte. Das Paar lebt in Berlin und hat einen gemeinsamen Sohn, der im Januar 2014 auf die Welt kam.

## Filmografie (Auswahl)
- 2002: Lenny Blue (Fernsehfilm)
- 2002: Tough Love (Fernsehfilm)
- 2005: Criminal Intent – Verbrechen im Visier (Law & Order: Criminal Intent) (Fernsehserie, eine Folge)
- 2006–2007: Law & Order: Special Victims Unit (Fernsehserie, zwei Folgen)
- 2007: Sound (Fernsehfilm)
- 2007: Control
- 2008: Franklyn – Die Wahrheit trägt viele Masken (Franklyn)
- 2010: 13
- 2010: Brighton Rock
- 2011: Rubbeldiekatz
- 2012: Byzantium
- 2012: On the Road – Unterwegs (On the Road)
- 2014: Das finstere Tal
- 2014: Maleficent – Die dunkle Fee (Maleficent)
- 2015: Suite française – Melodie der Liebe (Suite française)
- 2016: Stolz und Vorurteil und Zombies (Pride and Prejudice and Zombies)
- 2016: Free Fire
- 2016: Robbi, Tobbi und das Fliewatüüt
- 2017: SS-GB (Fernsehserie, 6 Folgen)
- 2018: Happy New Year, Colin Burstead.
- 2019: Marie Curie – Elemente des Lebens (Radioactive)
- 2019: Maleficent: Mächte der Finsternis (Maleficent: Mistress of Evil)
- 2020: Rebecca
- 2021: Crime Game
- 2021: Countdown in Madrid
- 2022: Alfons Zitterbacke – Endlich Klassenfahrt!
- 2023: Firebrand
- 2023: Die Witwe Clicquot (Widow Clicquot)
- 2024: Cranko
- 2025: Islands

## Auszeichnungen
- 2007: Darstellerpreis des Chicago International Film Festival für Control
- 2007: British Independent Film Award für Control (Kategorie: Bester Nachwuchsdarsteller)
- 2007: Darstellerpreis des Internationalen Filmfestivals von Bratislava für Control
- 2008: Empire Award für Control (Bester Nachwuchsdarsteller)
- 2008: London Critics’ Circle Film Award für Control (Bester britischer Nachwuchsdarsteller)